# Powiat de Łańcut
Le powiat de Łańcut (en polonais : powiat łańcucki) est un powiat appartenant à la voïvodie des Basses-Carpates dans le sud-est de la Pologne.

## Division administrative
Le powiat compte 7 communes :
- 1 commune urbaine : Łańcut ;

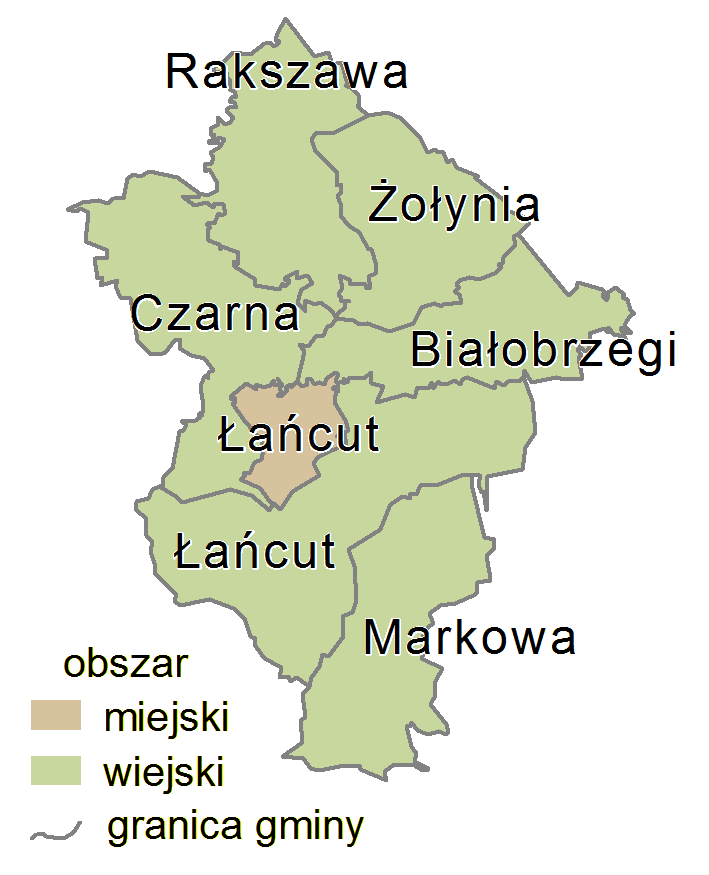
Carte du powiat (partie urbaine en marron et rurale en vert)

- 6 communes rurales : Białobrzegi, Czarna, Łańcut, Markowa, Rakszawa et Żołynia.